# Denkmäler der Volksrepublik China (Hainan)
Die folgende Tabelle bietet eine Übersicht zu sämtlichen Denkmälern der Provinz Hainan  (Abk. Qiong), die auf der Denkmalliste der Volksrepublik China stehen:
| Name                                                                        | Beschluss | Kreis/Ort                           | siehe (auch)                                                                                    | Bild |
| --------------------------------------------------------------------------- | --------- | ----------------------------------- | ----------------------------------------------------------------------------------------------- | ---- |
| Hai Rui mu 海瑞墓                                                           | 4-75      | Haikou shi 海口市                   | Grab von Hai Rui (Haikou)                                                                       |      |
| Meilang shuang ta 美榔双塔                                                  | 4-86      | Chengmai xian 澄迈县                | Doppelpagoden im Dorf Meilang (Kreis Chengmai)                                                  |      |
| Qiu Jun guju ji mu 丘浚故居及墓                                             | 4-155     | Haikou shi 海口市                   | Ehemaliger Wohnsitz und Grab von Qiu Jun (Haikou)                                               |      |
| Dongpo shuyuan 东坡书院                                                     | 4-182     | Danzhou shi 儋州市                  | Dongpo-Akademie (Su Dongpo) (Danzhou) (Song-Dynastie)                                           |      |
| Luobi dong yizhi 落笔洞遗址                                                 | 5-98      | Sanya shi 三亚市                    | Stätte der Luobi-Höhle (Hainan)                                                                 |      |
| Wugong si 五公祠                                                            | 5-441     | Haikou shi 海口市                   | Tempel der Fünf Beamten (Wugongsi) (Haikou)                                                     |      |
| Zhong-Gong Qiongya di-yi ci Daibiao dahui jiuzhi 中共琼崖第一次代表大会旧址 | 5-513     | Haikou shi 海口市                   | Ehemalige Qiongya-Stätte des Ersten Treffens der Kommunisten (1927) (Haikou)                    |      |
| Ganquan Dao yizhi 甘泉岛遗址                                                | 6-174     | Xi-Nan-Zhongsha qundao 西南中沙群岛 | Ganquandao-Stätte (Ganquan Dao) (Xisha-, Nansha- und Zhongsha-Inseln) (Tang- bis Song-Dynastie) |      |
| Beijiao chenchuan yizhi 北礁沉船遗址                                        | 6-175     | Xi-Nan-Zhongsha qundao 西南中沙群岛 | Beijiao-Schiffswrack-Stätte (North Reef) (Xisha-, Nansha- und Zhongsha-Inseln)                  |      |
| Danzhou gucheng 儋州故城                                                    | 6-176     | Danzhou shi 儋州市                  | Alte Stadt Danzhou (Tang- bis Qing-Dynastie)                                                    |      |
| Tengqiao muqun 藤桥墓群                                                     | 6-272     | Sanya shi 三亚市                    | Gräber von Tengqiao (Sanya) (aus der Zeit der Tang-Dynastie bis Ming-Dynastie)                  |      |
| Xiuying paotai 秀英炮台                                                     | 6-1031    | Haikou shi 海口市                   | Xiuying-Fort (Haikou)                                                                           |      |
| Cai jiazhai 蔡家宅                                                          | 6-1032    | Qionghai shi 琼海市                 | Residenz der Familie Cai (Qionghai)                                                             |      |
| Lingshui xian Suwei'ai zhengdu jiuzhi 陵水县苏维埃政府旧址                  | 6-1033    | Lingshui xian 陵水县                | Ehemalige Stätte der Sowjetregierung im Kreis Lingshui (Autonomer Kreis Lingshui der Li)        |      |